# James Hodgson
James Hodgson (1678 – 1755) è stato un matematico scozzese.

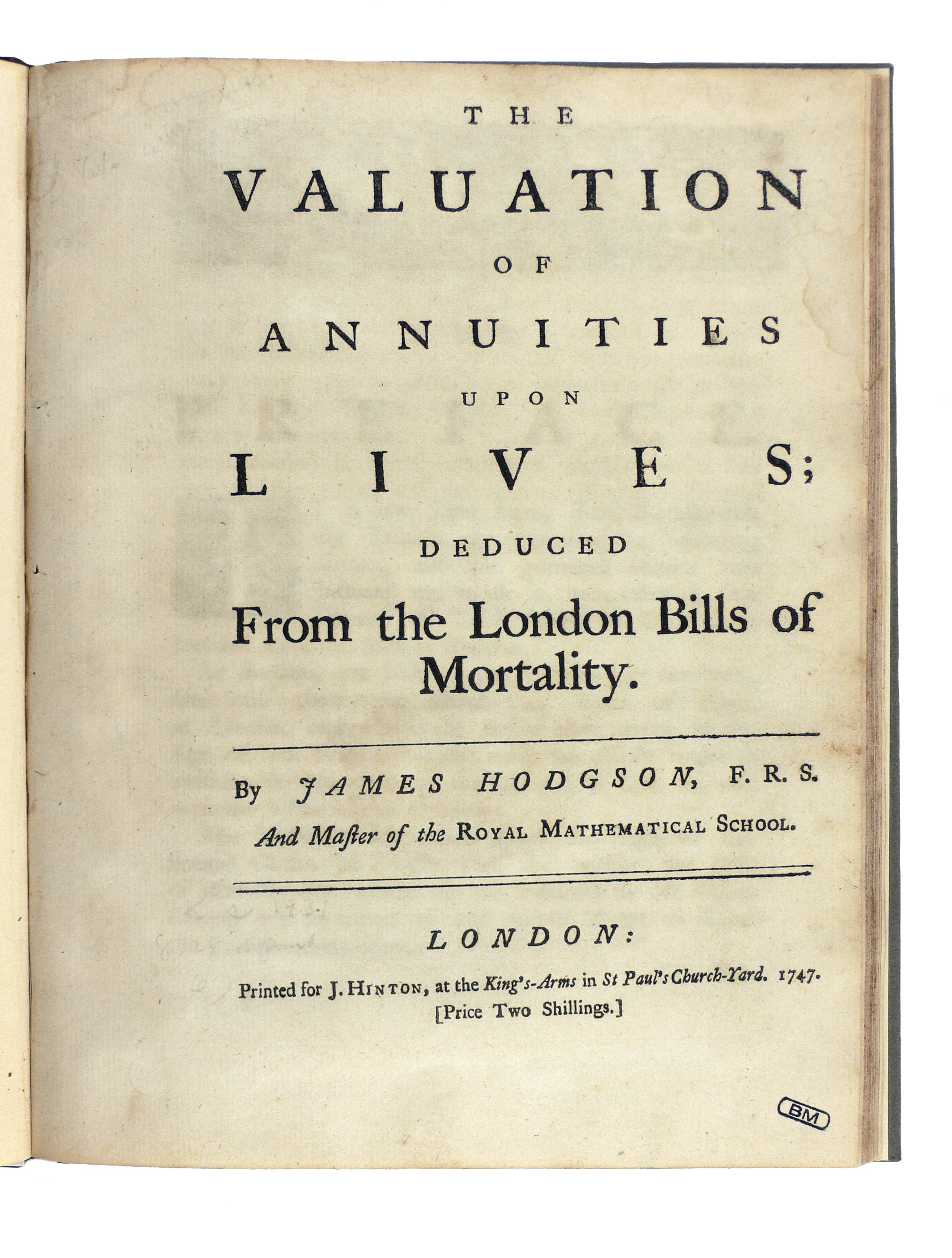
The valuation of annuities upon lives, 174 (Fondazione Mansutti, Milano).

Fu assistente del primo astronomo dell'Osservatorio Reale di Greenwich, il reverendo John Flamsteed. Nell'osservatorio Hodgson proseguì gli studi e conobbe sua moglie, figlia adottiva del reverendo. Dopo essersi spostato a Londra nel 1703, venne ammesso alla Royal Society. Dal 1709 fu direttore della Royal Mathematical School del Christ's Hospital londinese, luogo di ricerca per molti studiosi britannici dell'epoca. Scrisse soprattutto opere di astronomia e saggi scientifici, pubblicati sulla rivista Philosophical Transactions. Nel suo The valuation of annuities upon lives, edito a Londra nel 1747, l'autore calcola i periodi della vita umana in relazione ai decessi elencati negli archivi di Londra.